# Mike Irwin
Michael Irwin é um astrônomo inglês.
É diretor do Cambridge Astronomical Survey Unit e um dos descobridores da Galáxia Anã de Cetus e da Galáxia Anã Elíptica de Sagitário.
A Royal Astronomical Society concedeu-lhe em 2012 a Medalha Herschel, que reconhece investigações de elevado mérito em astrofísica observacional.
Mike Irwin escreveu e ajudou a escrever diversos livros.